# Qualifications de la zone Europe pour la Coupe du monde de rugby à XV 2007
Navigation
Qualifications Coupe du monde 2003 Qualifications Coupe du monde 2011
Les qualifications de la zone Europe pour la Coupe du monde de rugby à XV 2007 se disputent de septembre 2004 à novembre 2006 sur six tours entre les nations européennes, à l’exception des Britanniques et des Français (équipes qualifiées d'office en tant que quart-de-finalistes de l'édition 2003), pour déterminer trois qualifiés directs et un barragiste. Les nations très mineures du rugby n'ont aucune chance de se qualifier pour la Coupe du monde de rugby, mais ce système leur permet de jouer des matchs officiels, et de populariser le rugby à XV dans des régions où il est peu implanté. Les qualifiés sont l'Italie, la Roumanie et la Géorgie. Le Portugal obtient une place de barragiste.

## Tour 1
Le premier tour se déroule en septembre 2004. La Bulgarie, la Lituanie, l'Autriche et Andorre sont qualifiées pour le tour 2.
| Équipe 1           | Résultat | Équipe 2 | Aller   | Retour |
| ------------------ | -------- | -------- | ------- | ------ |
| Andorre            | 99 - 12  | Norvège  | 76 - 3  | 23 - 9 |
| Bosnie-Herzégovine | 17 - 41  | Autriche | 10 - 29 | 7 - 12 |
| Bulgarie           | 92 - 6   | Finlande | 42 - 3  | 50 - 3 |
| Israël             | 7 - 113  | Lituanie | 0 - 53  | 7 - 60 |

## Tour 2

### Poule A
Cette poule s'est déroulée en octobre et novembre 2004 ainsi qu'en février, mars et avril 2005. L'Espagne et la Croatie sont qualifiées pour le tour 3. Andorre est reversé en barrage.
| Rang | Équipe   | Pts | J | G | N | P | Bp  | Bc  | Diff |  | Résultats (dom.\ext.) |       |       |       |      |      |
| ---- | -------- | --- | - | - | - | - | --- | --- | ---- |  | --------------------- | ----- | ----- | ----- | ---- | ---- |
| 1    | Espagne  |     | 4 | 3 | 1 | 0 | 201 | 55  | +146 |  | Espagne               |       | 26-26 |       |      | 63-9 |
| 2    | Croatie  |     | 4 | 3 | 1 | 0 | 115 | 54  | +61  |  | Croatie               |       |       | 18-7  | 27-6 |      |
| 3    | Andorre  |     | 4 | 2 | 0 | 2 | 88  | 75  | +13  |  | Andorre               | 14-36 |       |       | 38-5 |      |
| 4    | Slovénie |     | 4 | 1 | 0 | 3 | 58  | 141 | -83  |  | Slovénie              | 6-76  |       |       |      | 41-0 |
| 5    | Hongrie  |     | 4 | 0 | 0 | 4 | 40  | 177 | -137 |  | Hongrie               |       | 15-44 | 16-29 |      |      |

### Poule B
Cette poule s'est déroulée en octobre et novembre 2004 ainsi qu'en avril et mai 2005. L'Allemagne et la Moldavie sont qualifiées pour le tour 3. Le Danemark est reversé en barrage.
| Rang | Équipe     | Pts | J | G | N | P | Bp  | Bc  | Diff |  | Résultats (dom.\ext.) |       |       |      |      |      |
| ---- | ---------- | --- | - | - | - | - | --- | --- | ---- |  | --------------------- | ----- | ----- | ---- | ---- | ---- |
| 1    | Allemagne  |     | 4 | 4 | 0 | 0 | 248 | 27  | +221 |  | Allemagne             |       |       | 56-0 |      | 96-0 |
| 2    | Moldavie   |     | 4 | 2 | 0 | 2 | 110 | 63  | +47  |  | Moldavie              | 18-27 |       |      |      | 55-6 |
| 3    | Danemark   |     | 4 | 2 | 0 | 2 | 33  | 84  | -51  |  | Danemark              |       | 11-20 |      | 16-3 |      |
| 4    | Autriche   |     | 4 | 2 | 0 | 2 | 42  | 111 | -69  |  | Autriche              | 9-69  | 19-17 |      |      |      |
| 5    | Luxembourg |     | 4 | 0 | 0 | 4 | 20  | 168 | -148 |  | Luxembourg            |       |       | 5-6  | 9-11 |      |

### Poule C
Cette poule s'est déroulée en octobre 2004 ainsi qu'en avril et mai 2005. La Belgique et les Pays-Bas sont qualifiés pour le tour 3. La Suède est reversée en barrage.
| Rang | Équipe   | Pts | J | G | N | P | Bp  | Bc  | Diff |  | Résultats (dom.\ext.) |       |       |       |       |       |
| ---- | -------- | --- | - | - | - | - | --- | --- | ---- |  | --------------------- | ----- | ----- | ----- | ----- | ----- |
| 1    | Belgique |     | 4 | 4 | 0 | 0 | 95  | 46  | +49  |  | Belgique              |       | 15-10 |       | 23-16 |       |
| 2    | Pays-Bas |     | 4 | 3 | 0 | 1 | 133 | 53  | +80  |  | Pays-Bas              |       |       | 24-17 | 48-10 |       |
| 3    | Suède    |     | 4 | 2 | 0 | 2 | 76  | 98  | -22  |  | Suède                 | 7-36  |       |       |       | 32-20 |
| 4    | Lettonie |     | 4 | 1 | 0 | 3 | 63  | 103 | -40  |  | Lettonie              |       |       | 18-20 |       | 19-12 |
| 5    | Lituanie |     | 4 | 0 | 0 | 4 | 56  | 123 | -67  |  | Lituanie              | 13-21 | 11-51 |       |       |       |

### Poule D
Cette poule s'est déroulée en octobre et novembre 2004 ainsi qu'en mars, avril et mai 2005. La Pologne et Serbie-et-Monténégro sont qualifiés pour le tour 3. Malte est reversé en barrage.
| Rang | Équipe               | Pts | J | G | N | P | Bp  | Bc  | Diff |  | Résultats (dom.\ext.) |       |       |       |       |       |
| ---- | -------------------- | --- | - | - | - | - | --- | --- | ---- |  | --------------------- | ----- | ----- | ----- | ----- | ----- |
| 1    | Pologne              |     | 4 | 4 | 0 | 0 | 125 | 49  | +76  |  | Pologne               |       | 18-11 |       | 20-15 |       |
| 2    | Serbie et Monténégro |     | 4 | 2 | 1 | 1 | 79  | 52  | +27  |  | Serbie-et-Monténégro  |       |       |       | 11-11 | 33-10 |
| 3    | Malte                |     | 4 | 2 | 0 | 2 | 66  | 85  | -19  |  | Malte                 | 13-38 | 13-24 |       |       |       |
| 4    | Suisse               |     | 4 | 1 | 1 | 2 | 77  | 51  | +26  |  | Suisse                |       |       | 8-17  |       | 43-3  |
| 5    | Bulgarie             |     | 4 | 0 | 0 | 4 | 38  | 148 | -110 |  | Bulgarie              | 10-49 |       | 15-23 |       |       |

### Barrages
Le tour 4 se déroule en mai et juin 2005. Malte et Andorre sont qualifiées pour le tour 3.
| Équipe 1 | Résultat | Équipe 2 | Aller   | Retour  |
| -------- | -------- | -------- | ------- | ------- |
| Danemark | 30 - 31  | Malte    | 12 - 3  | 18 - 28 |
| Andorre  | 40 - 34  | Suède    | 30 - 20 | 10 - 14 |

## Tour 3

### Poule A
Cette poule s'est déroulée en septembre et novembre 2005 ainsi qu'en avril et mai 2006. L'Espagne est qualifiée pour les barrages.
| Rang | Équipe   | Pts | J | G | N | P | Bp  | Bc  | Diff |  | Résultats (dom.\ext.) |      |       |       |       |       |
| ---- | -------- | --- | - | - | - | - | --- | --- | ---- |  | --------------------- | ---- | ----- | ----- | ----- | ----- |
| 1    | Espagne  |     | 4 | 4 | 0 | 0 | 163 | 32  | +131 |  | Espagne               |      |       | 24-13 | 68-12 |       |
| 2    | Moldavie |     | 4 | 3 | 0 | 1 | 88  | 96  | -8   |  | Moldavie              | 7-40 |       | 31-27 |       |       |
| 3    | Pays-Bas |     | 4 | 2 | 0 | 2 | 113 | 75  | +38  |  | Pays-Bas              |      |       |       | 22-20 | 51-0  |
| 4    | Pologne  |     | 4 | 1 | 0 | 3 | 63  | 131 | -68  |  | Pologne               |      | 13-27 |       |       | 18-14 |
| 5    | Andorre  |     | 4 | 0 | 0 | 4 | 30  | 123 | -93  |  | Andorre               | 0-31 | 16-23 |       |       |       |

### Poule B
Cette poule s'est déroulée en septembre et novembre 2005 ainsi qu'en avril 2006. L'Allemagne est qualifiée pour les barrages.
| Rang | Équipe               | Pts | J | G | N | P | Bp  | Bc  | Diff |  | Résultats (dom.\ext.) |       |       |      |       |       |
| ---- | -------------------- | --- | - | - | - | - | --- | --- | ---- |  | --------------------- | ----- | ----- | ---- | ----- | ----- |
| 1    | Allemagne            |     | 4 | 4 | 0 | 0 | 209 | 30  | +179 |  | Allemagne             |       | 33-15 |      |       | 108-0 |
| 2    | Belgique             |     | 4 | 3 | 0 | 1 | 81  | 68  | +13  |  | Belgique              |       |       | 24-0 | 26-20 |       |
| 3    | Malte                |     | 4 | 2 | 0 | 2 | 42  | 85  | -43  |  | Malte                 | 0-43  |       |      | 26-15 |       |
| 4    | Croatie              |     | 4 | 1 | 0 | 3 | 76  | 86  | -10  |  | Croatie               | 15-25 |       |      |       | 26-9  |
| 5    | Serbie et Monténégro |     | 4 | 0 | 0 | 4 | 27  | 166 | -139 |  | Serbie-et-Monténégro  |       | 15-16 | 3-16 |       |       |

### Barrages
Les barrages du tour 3 se déroulent le 13 et 27 mai 2006. L'Espagne est qualifiée pour le prochain tour.
| Équipe 1  | Résultat | Équipe 2 | Aller  | Retour  |
| --------- | -------- | -------- | ------ | ------- |
| Allemagne | 28 - 42  | Espagne  | 18 - 6 | 10 - 36 |

## Championnat européen des nations de rugby à XV 2006
Ce tournoi s'est déroulé de novembre 2004 à juin 2006. La Roumanie, la Géorgie et le Portugal sont qualifiés pour le tour 5. La Russie, la République tchèque et l'Ukraine sont, eux, reversés dans le tour 4.
| Rang | Équipe             | Pts | J  | G | N | P  | Bp  | Bc  | Diff |  | Résultats (dom.\ext.) |       |       |       |       |       |       |
| ---- | ------------------ | --- | -- | - | - | -- | --- | --- | ---- |  | --------------------- | ----- | ----- | ----- | ----- | ----- | ----- |
| 1    | Roumanie           | 26  | 10 | 8 | 0 | 2  | 379 | 95  | +284 |  | Roumanie              |       | 35-10 | 14-10 | 33-10 | 50-3  | 97-0  |
| 2    | Géorgie            | 26  | 10 | 8 | 0 | 2  | 353 | 125 | +228 |  | Géorgie               | 20-13 |       | 40-0  | 46-19 | 75-10 | 65-0  |
| 3    | Portugal           | 23  | 10 | 6 | 1 | 3  | 193 | 173 | +20  |  | Portugal              | 3-27  | 18-14 |       | 19-19 | 19-13 | 52-14 |
| 4    | Russie             | 19  | 10 | 4 | 1 | 5  | 288 | 192 | +96  |  | Russie                | 25-14 | 15-27 | 16-18 |       | 52-12 | 72-0  |
| 5    | République tchèque | 16  | 10 | 3 | 0 | 7  | 165 | 296 | -131 |  | Tchéquie              | 14-38 | 3-24  | 10-18 | 11-7  |       | 42-5  |
| 6    | Ukraine            | 10  | 10 | 0 | 0 | 10 | 57  | 554 | -497 |  | Ukraine               | 0-58  | 12-32 | 6-36  | 12-53 | 8-47  |       |

## Tour 4
Le tour 4 se déroule en septembre 2006. L'Espagne et la Russie sont qualifiées pour le prochain tour.
| Équipe 1           | Résultat | Équipe 2 | Aller   | Retour  |
| ------------------ | -------- | -------- | ------- | ------- |
| Ukraine            | 28 - 62  | Russie   | 11 - 25 | 17 - 37 |
| République tchèque | 29 - 79  | Espagne  | 12 - 33 | 17 - 46 |

## Tour 5

### Poule A
L'Italie est qualifiée pour la Coupe du monde de rugby 2007. Le Portugal est qualifiée pour le Tour 6.
| Rang | Équipe   | Pts | J | G | N | P | Bp  | Bc  | Diff |  | Résultats (dom.\ext.) |      |      |       |
| ---- | -------- | --- | - | - | - | - | --- | --- | ---- |  | --------------------- | ---- | ---- | ----- |
| 1    | Italie   |     | 2 | 2 | 0 | 0 | 147 | 7   | +140 |  | Italie                |      | 80-0 |       |
| 2    | Portugal |     | 2 | 1 | 0 | 1 | 26  | 103 | -77  |  | Portugal              |      |      | 26-23 |
| 3    | Russie   |     | 2 | 0 | 0 | 2 | 30  | 93  | -63  |  | Russie                | 7-67 |      |       |

### Poule B
La Roumanie est qualifiée pour la Coupe du monde de rugby 2007. La Géorgie est qualifiée pour le Tour 6.
| Rang | Équipe   | Pts | J | G | N | P | Bp | Bc | Diff |  | Résultats (dom.\ext.) |       |      |       |
| ---- | -------- | --- | - | - | - | - | -- | -- | ---- |  | --------------------- | ----- | ---- | ----- |
| 1    | Roumanie |     | 2 | 2 | 0 | 0 | 63 | 28 | +35  |  | Roumanie              |       | 20-8 |       |
| 2    | Géorgie  |     | 2 | 1 | 0 | 1 | 45 | 43 | +2   |  | Géorgie               |       |      | 37-23 |
| 3    | Espagne  |     | 2 | 0 | 0 | 2 | 43 | 80 | -37  |  | Espagne               | 20-43 |      |       |

## Tour 6
Le tour 6 se déroule en novembre 2006. La Géorgie est qualifiée pour la Coupe du monde de rugby 2007. Le Portugal jouera le tour de repêchage.
| Équipe 1 | Résultat | Équipe 2 | Aller  | Retour  |
| -------- | -------- | -------- | ------ | ------- |
| Portugal | 14 - 28  | Géorgie  | 3 - 17 | 11 - 11 |